# Vultee V-1
Vultee V-1 byl americký jednomotorový celokovový dopravní dolnoplošník se zatahovacím podvozkem ostruhového typu.

## Vznik

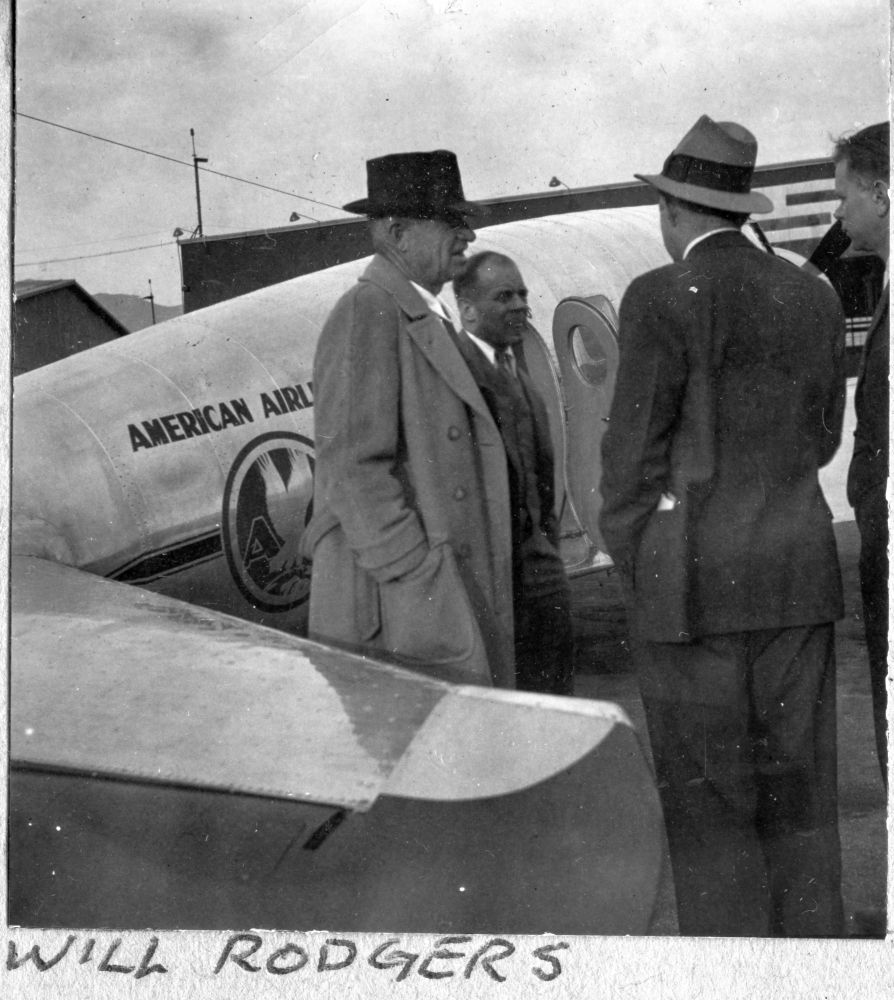
Vultee V-1A American Airlines

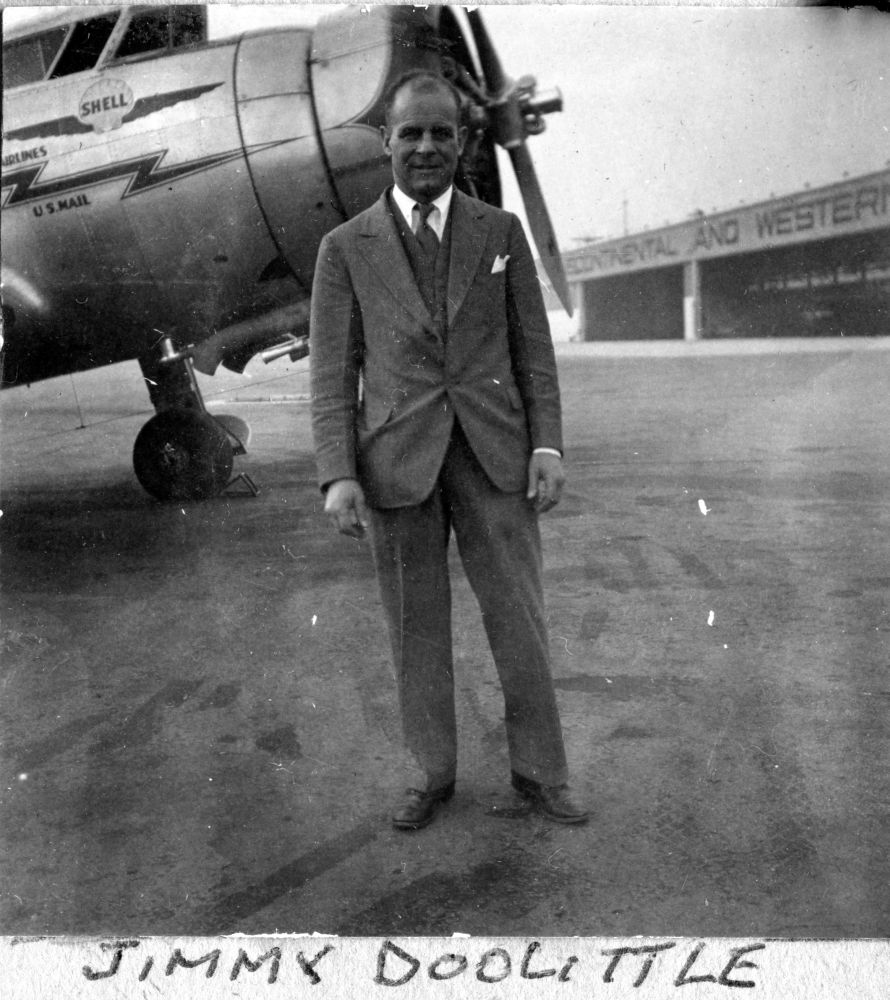
Jimmy Doolittle u letounu Vultee V-1A

V roce 1931 odešel z detroitského oddělení společnosti Lockheed Aircraft Company šéfkonstruktér Gerard Vultee. Firma se vlivem hospodářské krize dostala do úpadku, proto se Vultee společně se svým spolupracovníkem Vancem Breesem rozhodl hledat finanční podporu na vývoj nového šestimístného dopravního letounu jinde.
Oba konstruktéři nakonec uspěli u automobilky Cord Erretta L. Corda, který vlastnil rovněž letecké společnosti Stinson a Lycoming a leteckou společnost Century Airlines. Cord svou podporu podmiňoval nutností zajištění zájmu ostatních leteckých přepravců. Podmínku se podařilo splnit předběžnou objednávkou deseti kusů letounů u dopravce American Airlines. 26. ledna 1932 pak byla založena firma Airplane Development Corp. jako dceřiná společnost Cord Corporation pro podnikání v letecké oblasti.
Na jaře 1932 byly zahájeny práce na prototypu označeného V-1 v pronajatém hangáru na letišti Central Field u kalifornského města Glendale. Stavba pokračovala za dozoru techniků American Airlines po celý rok.

## Vývoj

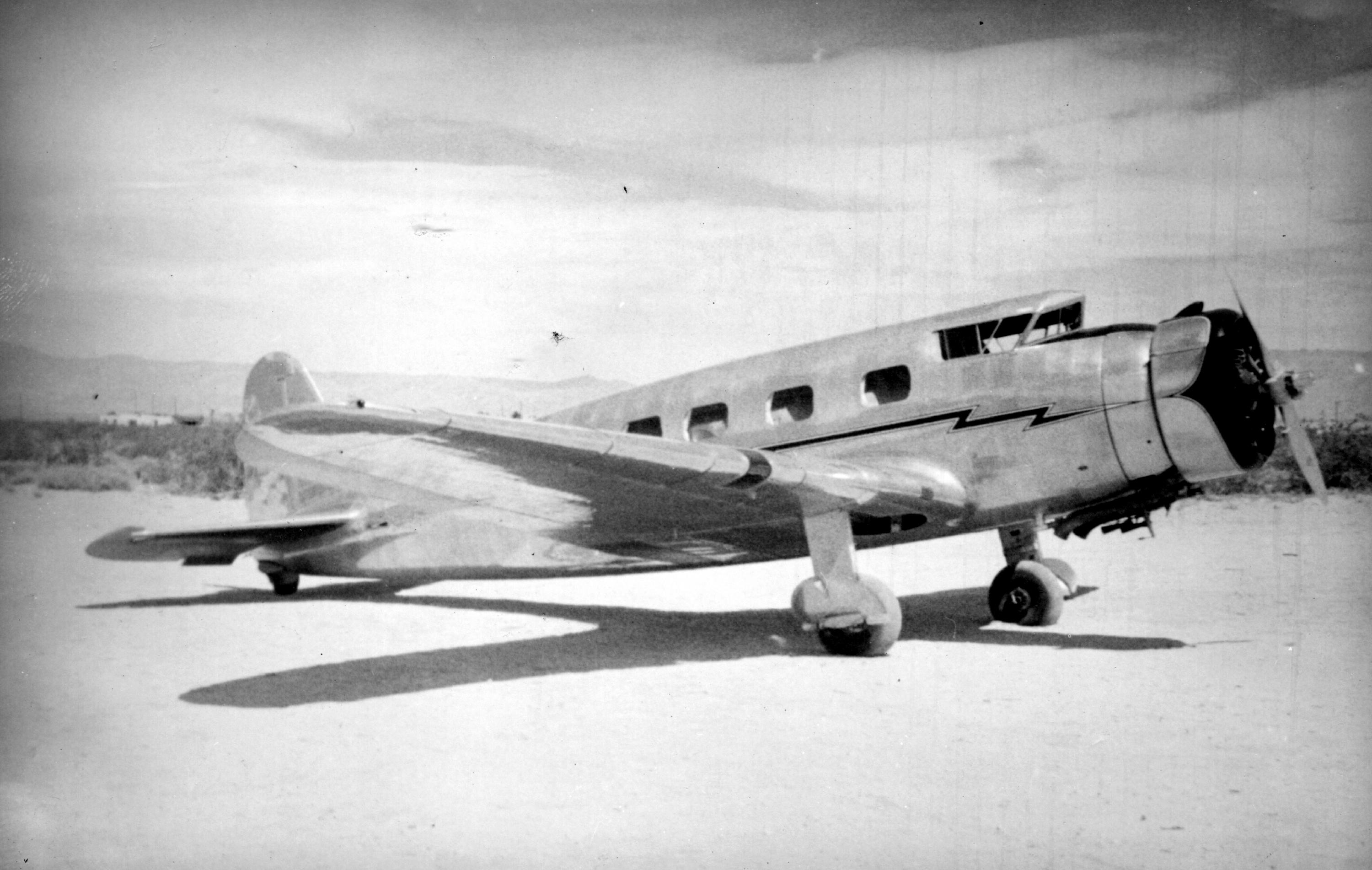
Vultee V-1A (výr. č. 14, NC14250), havaroval 24. února 1938

První Vultee V-1 (výr. č.1, NR12293) byl zalétán M. Headlem 19. února 1933. Letoun byl po letových testech předán aerolinkám AA na vyhodnocení vlastností a výkonů v běžných provozních podmínkách.
Zkoušky prototypu vedly k několika změnám v konstrukci doporučených jak AA, tak i leteckým oddělením federálního úřadu pro dopravu. Jednalo se zejména o úpravu kokpitu, který musel být podle nových předpisů pro dva piloty. Realizovanými změnami vznikl typ Vultee V-1A (NC12293) s jiným tvarem SOP, zesíleným podvozkem a výkonnější hvězdicovou pohonnou jednotkou Wright R-1820-F2 Cyclone o výkonu 540 kW, chlazenou vzduchem. Vrtule byla stavitelná dvoulistá Hamilton-Standard. Přestavěný prototyp byl dodán AA 18. července 1934 a ihned zapojen do pravidelné dopravy.

## Nasazení

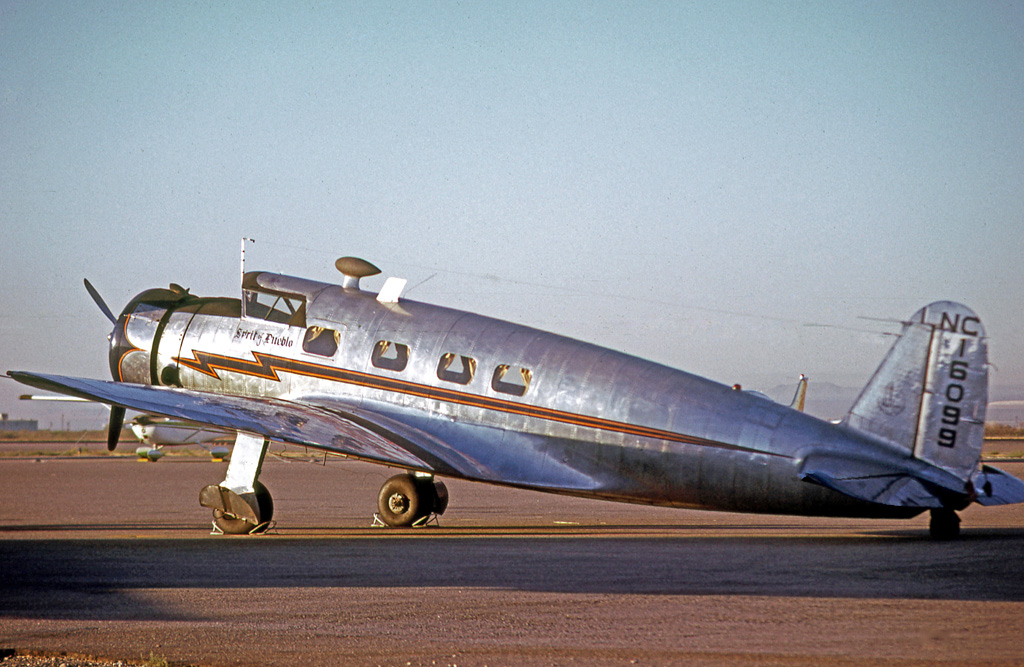
Vultee V-1A (výr. č. 25, NC16099). Od původního majitele Hearst Publishing se později dostal do Panamy a následně do Hondurasu.

První sériový V-1A byl předán přepravci AA v červenci 1934. Do konce listopadu téhož roku převzaly AA dalších sedm letounů. Nasazeny byly na linku z Fort Worthu přes St. Louis do Chicaga. Od počátku služby u AA byly V-1A značně oblíbeny, proto došlo k přiobjednání dalších kusů, takže jich jedno období vlastnily 14.
Jeden exemplář V-1A (výr. č. 22, NC14256) byl převeden do Cordova vlastnictví jako částečná kompenzace jeho finanční podpory. Později se stroj dostal až do Turecka. V roce 1934 byla výrobní firma přejmenována na Airplane Manufacturing Corp. a Cord začal o leteckou výrobu ztrácet zájem. Krize navíc Corda donutila již v roce 1933 zlikvidovat hlavního potenciálního zákazníka Century Airlines.
V roce 1936 se firma Airplane Manufacturing Corp. přestěhovala z glendalského hangáru do rozlehlých výrobních prostor v kalifornském Downey. V tomto roce také začaly být V-1A stahovány z hlavních linek AA z důvodu bezpečnosti provozu jednomotorových dopravních letounů.

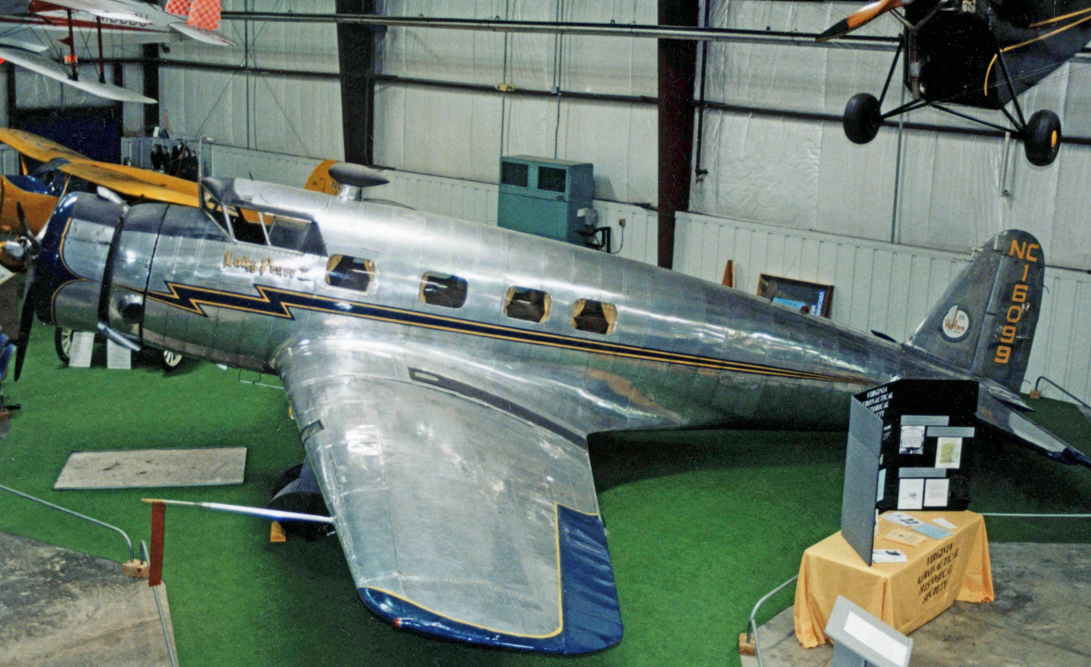
25. vyrobený Vultee V-1A ve Virginia Aviation Museum v Richmondu. Tento letoun měl nejsilnější motor ze všech postavených V-1A, Wright SR-1802-G5 Cyclone o vzletovém výkonu 698 kW, který roztáčel třílistou stavitelnou vrtuli.

Pilot Jimmy Doolittle v lednu 1935 se dvěma dalšími osobami na palubě V-1A přelétl USA z Burbanku do New Yorku za rekordních 11 hod. 59 min. O měsíc později snížil Leland Andrews tento rekord o 26 min.
Prvním zahraničním zákazníkem V-1A (výr. č. 20, NC14254) se v roce 1935 stalo Spojené království. Poslední vyrobený V-1A (výr. č. 27, URSS-N-208) byl zase určen pro SSSR. Stroj byl vybaven dvojicí plováků Edo, kýlovkou o větší ploše, dalšími palivovými nádržemi a upraveným krytem motoru s čelními žaluziemi pro chladnější provozní podmínky. Novým vlastníkům byl předán v červenci 1936 na pláži u Santa Monicy. 5. srpna odstartoval s piloty S. A. Levaněvským a V. I. Levčenkem k etapovému letu přes Aljašku a Sibiř do Moskvy. Cíle dosáhli 13. září po letu dlouhém 16 095 km a oba letci za tento výkon obdrželi vyznamenání Hrdina Sovětského svazu. Jeden z původních letounů AA (výr. č. 16, NC14247) byl prodán do Kanady (CF-AWQ).
Dalším rekordním V-1A byl osmý vyrobený letoun (NC13770), který před dokončením zakoupil soukromý pilot Harry Richman pro přelet Atlantiku oběma směry. Stroj dostal sice slabší, ale ekonomičtější motor Pratt & Whitney Wasp. Spolu s druhým pilotem Richardem Merillem letoun pokřtili „Lady Peace“ a vybavili dalšími palivovými nádržemi. Z letiště Floyd Bennett Field u New Yorku odstartovali 2. září 1936 a po 18 hod. 38 min. letu překonali Atlantik. Nad Británií však ztratili orientaci, takže místo v Londýně přistáli u Llwyncelyn ve Walesu. Zpáteční let absolvovali 14. září ze Southport Beach, vzhledem ke klimatickým podmínkám nad mořem však přistáli na Newfoundlandu.

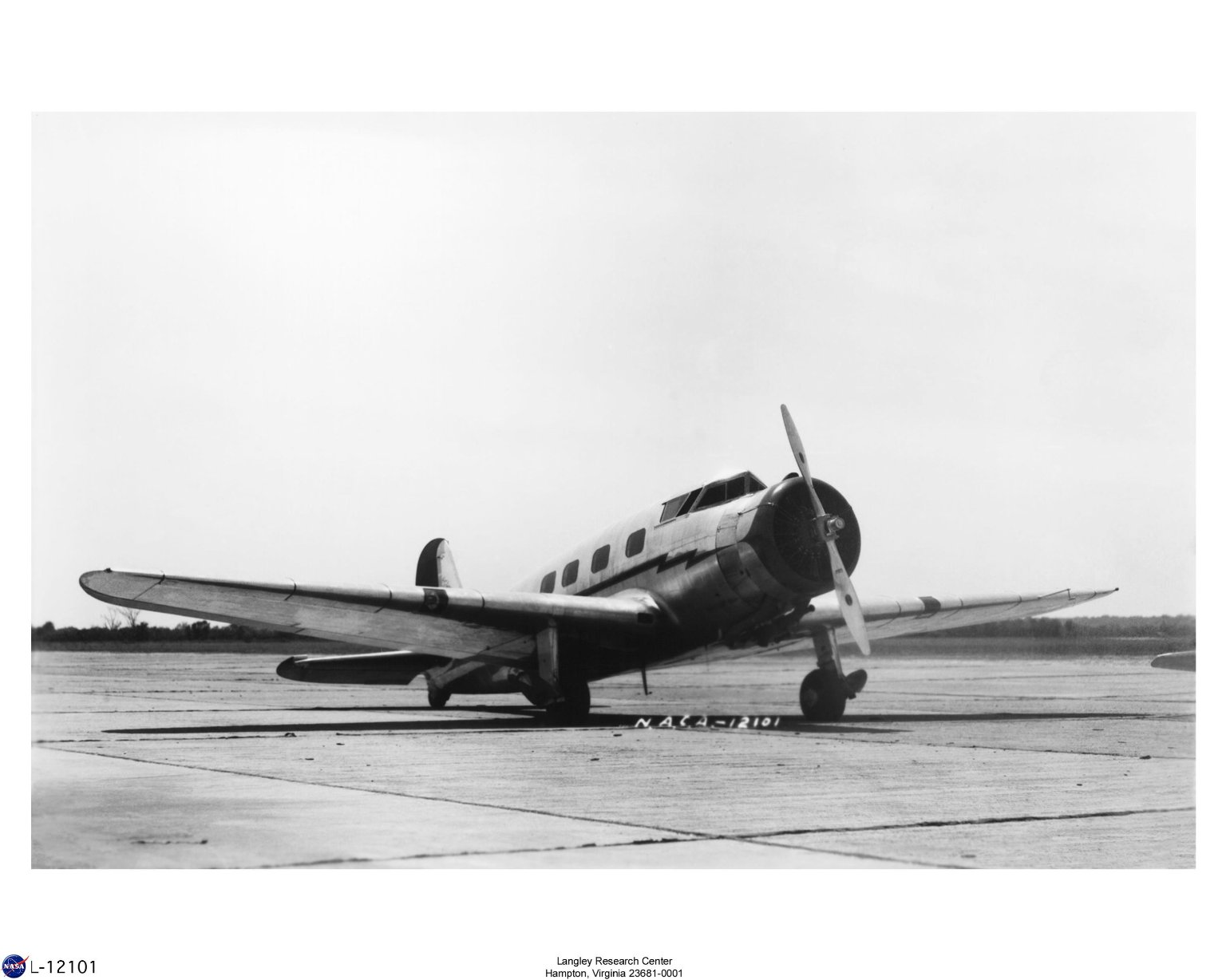
Vultee V-1A, 20. května 1936

Z celkové produkce 27 letounů nakonec 18 zakoupila španělská republikánská vláda jako lehké bombardéry. Prvních 10 kusů bylo naloděno v New Yorku prostřednictvím firmy Wolf a dopraveny do francouzského Le Havru. Do Španělska se však dostalo pouze pět kusů, kde byly do křídla instalovány dva kulomety ráže 7,7 mm. Stejná zbraň byla na hřbetě trupu a střílela kupředu okruhem vrtule. Další jeden až dva kulomety byly v improvizovaném střelišti na hřbetě trupu a některé V-1A měly kulomety i v zadních okénkách kabiny pasažérů. Pod trup a centroplán byly umístěny závěsníky pro lehké pumy. Španělské V-1A se účastnily bojů na frontě v okolí Bilbaa. Jeden V-1A se následně dostal do Španělska z Mexika, kam byl tajně převezen.
Stroj „Lady Peace“ spolu s dalšími šesti V-1A převzala překupnická firma Vimalert s tím, že je lodí dopraví španělskému republikánskému letectvu. Vzhledem k blížícímu se dni vyhlášení embarga na vývoz zbraní do Španělska byla naložena pouze čtveřice V-1A. Zbylé tři zůstaly v USA a byly v roce 1940 prodány do Číny (výr. č. 9, NC13771, 23, NC16000 a 26, NC17326). Loď vezoucí čtyři V-1A byla u španělských břehů zajatá frankistickým námořnictvem a letouny se tak dostaly do výzbroje druhé strany. „Lady Peace“ zde byla překřtěna na „Capitano Haya“ (43•14) na počest Capt. Carlose Hayi, zabitého na počátku občanské války.

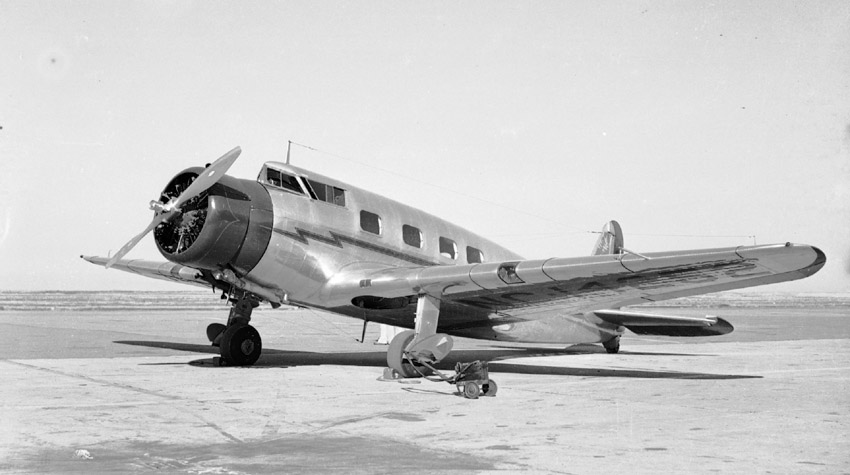
Vultee V-1A (výr. č. 18, NC-14252, Fuller Paint Co.), San Francisco, 1939. Letoun se později dostal do Mexika (imatrikulace XB-MEA).

Několik soukromých V-1A měnilo mnohokrát vlastníky, přičemž byly nakupovány a prodávány překupnickými společnostmi. Osobní modifikace pozdějších majitelů zahrnovaly i výměnu původních pohonných jednotek za výkonnější Cyclone SR-1820-F5A o 570 kW, nebo SR-1820-G2 o výkonu 625 kW. Některé byly zapsány v leteckém rejstříku ještě v roce 1941, ale většina do konce druhé světové války zmizela na šrotištích.
Po dokončení zakázky pro AA nebyl Vultee schopen, kromě prodeje dvou V-1A malému dopravci Bowen Air Lines, prodat letoun dalším společnostem a tak se již na počátku roku 1935 rozhodl o adaptaci základního projektu na novou bitevní a bombardovací verzi Vultee V-11.

## Specifikace

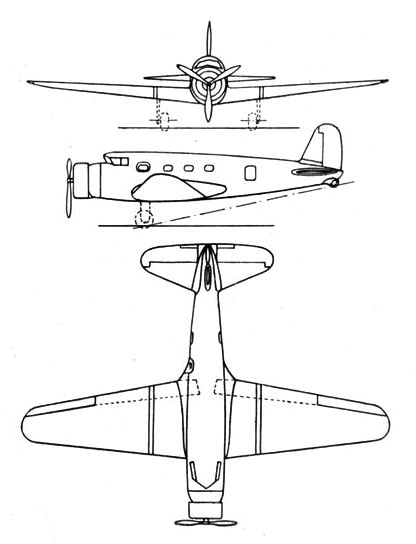
Třípohledový nákres

Údaje dle

### Technické údaje
- Osádka:
- Kapacita:
- Rozpětí: 15,24 m
- Délka: 11,28 m
- Výška: 3,10 m
- Nosná plocha: 35,67 m²
- Hmotnost prázdného letounu: 2 405 kg
- Maximální vzletová hmotnost: 3 856 kg

### Výkony
- Maximální rychlost: 362 km/h
- Cestovní rychlost: 330 km/h
- Přistávací rychlost: 101 km/h
- Stoupavost u země: 5,1 m/s
- Dostup: 6710 m
- Dolet: 1610 km